# Pristimantis yustizi
Espèce
Synonymes
- Eleutherodactylus yustizi Barrio-Amorós & Chacón-Ortiz, 2004

Statut de conservation UICN

 DD  : Données insuffisantes
Pristimantis yustizi est une espèce d'amphibiens de la famille des Craugastoridae.

## Répartition
Cette espèce est endémique de la cordillère de Mérida au Venezuela. Elle se rencontre dans les États de Barinas, de Táchira et d'Apure entre 800 et 1 600 m d'altitude.

## Étymologie
Cette espèce est nommée en l'honneur d'Enrique Elías Yustiz.

## Publication originale
- Barrio-Amorós & Chacón-Ortiz, 2004 : Un nuevo Eleutherodactylus (Anura, Leptodactilidae) de la Cordillera de Mérida, Andes de Venezuela. Graellsia: revista de zoología, vol. 60, no 1, p. 3-11 (texte intégral).